# Alessandro Nesta
Alessandro Nesta, italijanski nogometaš in trener, * 19. marec 1976, Rim, Italija. 
Nesta je bivši nogometni branilec in nazadnje trener kluba Frosinone Calcio.